# Черна (Глоговський повіт)
Черна (пол. Czerna, нім. Klein Tschirne) — село в Польщі, у гміні Жуковиці Глоговського повіту Нижньосілезького воєводства.
Населення — 250 осіб (2011).
У 1975-1998 роках село належало до Легницького воєводства.

## Демографія
Демографічна структура станом на 31 березня 2011 року:
|          | Загалом | Допрацездатний вік | Працездатний вік | Постпрацездатний вік |
| -------- | ------- | ------------------ | ---------------- | -------------------- |
| Чоловіки | 121     | 28                 | 88               | 5                    |
| Жінки    | 129     | 31                 | 74               | 24                   |
| Разом    | 250     | 59                 | 162              | 29                   |